# Schwaig (Neustadt)
Das Dorf Schwaig ist ein Ortsteil der Stadt Neustadt an der Donau im Landkreis Kelheim in Niederbayern.

## Lage
Das Kirchdorf liegt in den Ebenen der Donauauen. Die Ilm berührt den Ort im Nordwesten, die Donau fließt in einer Entfernung von zirka 2,5 km nördlich vorbei. Südlich beginnen die großen Waldflächen des Dürnbucher Forstes im Südhang des Donautales bis zu den letzten Ausläufern des Hallertauer Hügellandes anzusteigen. Schwaig besteht aus dem Altort mit den Wohngebieten und einem etwas südlich abgesetzten Gewerbegebiet.
Nahezu im westlichsten Teil des Regierungsbezirks Niederbayern gelegen, ist Schwaig mit dem bereits oberbayerischen Nachbarort Münchsmünster räumlich beinahe verwachsen. Die Stadt Neustadt liegt etwa 5 km östlich. Regensburg ist 45 km östlich, Ingolstadt 30 km westlich und München ungefähr 90 km in südlicher Richtung.

## Geschichte

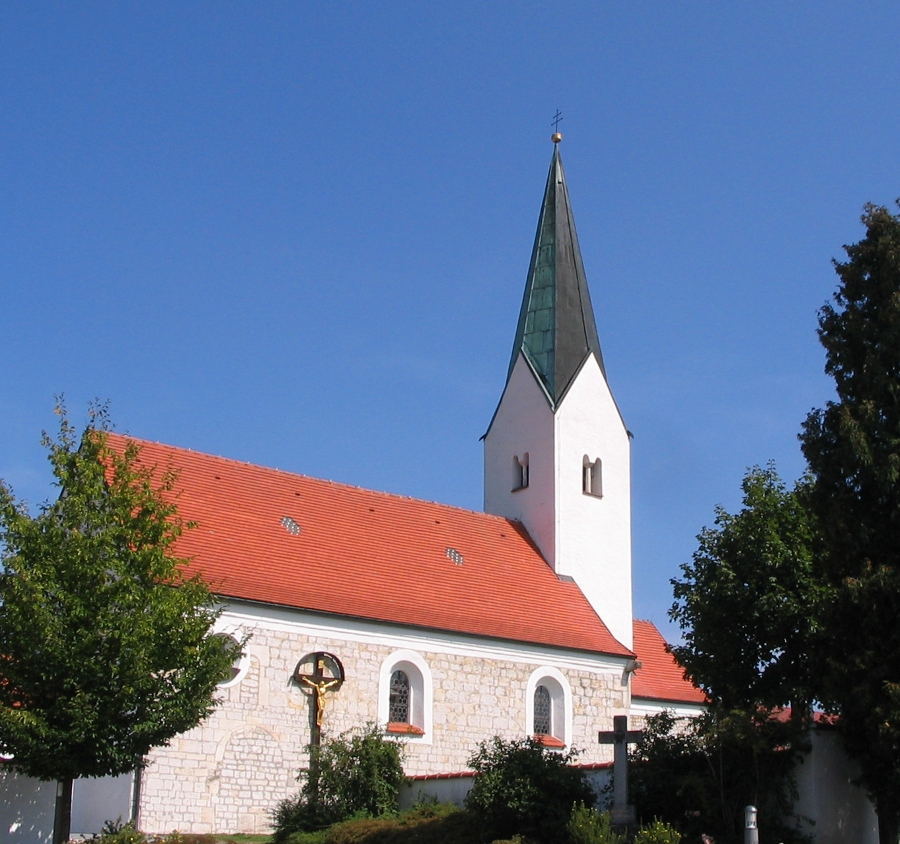
St. Georg

Einzelne bronzezeitliche Funde weisen darauf hin, dass im Ortsgebiet bereits die Kelten anwesend waren.
Es ist davon auszugehen, dass die ersten Siedler iro-schottische Mönche des Klosters Weltenburg waren, welche um 640 nach Rodung des Dürnbucher Forstes auf den ersten wasserfreien Bodenerhebungen eine Schwaige errichteten. Schwaig, vom Althochdeutschen „sueiga“ abgeleitet, bedeutet Viehhof inmitten einer gras- und holzreichen Umgebung. Das von Herzog Tassilo III. in der zweiten Hälfte des 8. Jahrhunderts gegründete Kloster St. Peter in Münchsmünster wurde in frühen Urkunden als Kloster „sancti Petrie ad Suaigam“, also als Kloster gegen Schwaig hin, bezeichnet. Im ältesten Herzogsurbar, der Monumenta Boica aus dem Jahre 1230, wurde der Ort „Swaige“ bereits als „dorff“ aufgeführt.
In Bezug auf Grundbesitzverhältnisse war Schwaig bis Ende des 18. Jahrhunderts zweigeteilt. Die zum hofmärkischen Teil des Ortes gehörenden Anwesenbesitzer befanden sich in grundrechtlicher Abhängigkeit zum Kloster Münchsmünster und waren dem Gericht Vohburg unterstellt. Bei den im anderen Teil des Ortes Ansässigen handelte es sich ausnahmslos um Freibauern im landesherrlichen, also wittelsbacherischen Rechtsbereich, welche dem Gericht Neustadt unterstanden. Diese unterschiedlichen Besitzverhältnisse dürften dazu geführt haben, dass der Ort im Rahmen der wittelsbacher Erbteilungen in einen ober- und niederbayerischen Teil gespalten wurde.
Bei der Gründung der politischen Gemeinden 1818 wurde Schwaig ein Ortsteil der Gemeinde Mauern, erlangte jedoch 1837 seine Selbständigkeit wieder. Im Rahmen der Gemeindegebietsreform verlor es diese 1978 erneut. Schwaig wurde jedoch nicht in das geschichtlich und strukturell verbundene angrenzende Münchsmünster, sondern in das entferntere Neustadt an der Donau eingegliedert. Schwaig gehört nach wie vor zum Schul- und Pfarrsprengel des Ortes Münchsmünster.

## Kirche
Die Filialkirche St. Georg stammt aus dem 12. Jahrhundert. Sie hat romanische Ursprünge und wurde im 18. Jahrhundert mit barocken Elementen versehen.

## Wirtschaft / Struktur

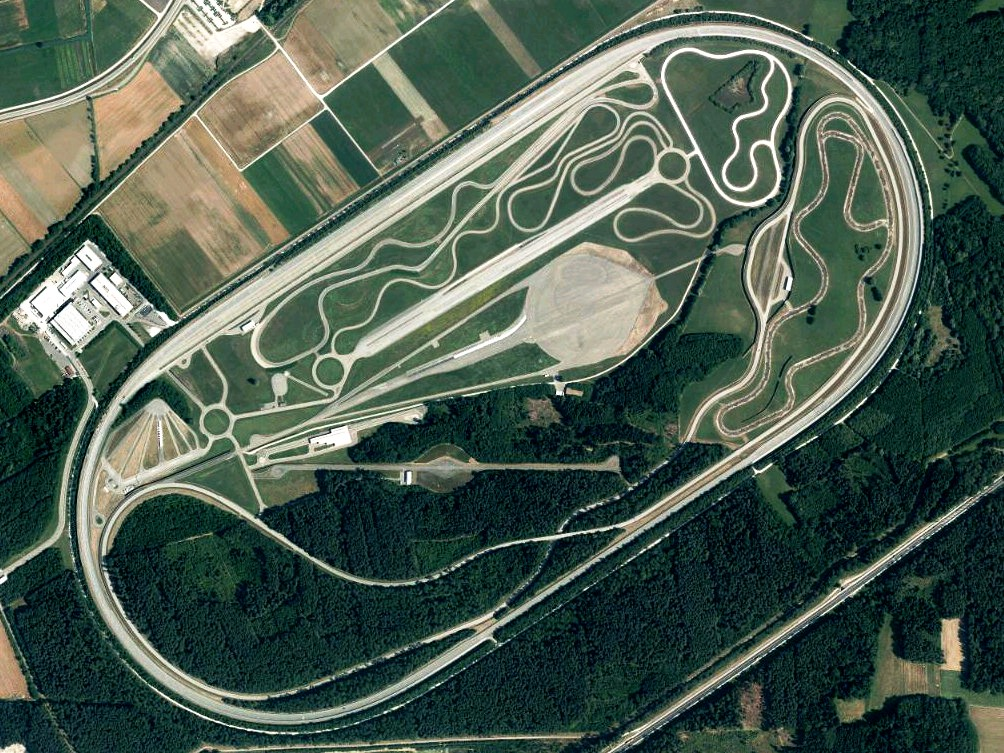
Audi-Testgelände

Im Gewerbegebiet ist der Automobilzulieferer Samvardhana Motherson Peguform (SMP) ansässig. Er stellt in seinem im Jahre 1986 errichteten Werk Kunststoffteile für Personen- und Nutzfahrzeuge her. Mit zeitweilig 1700 Arbeitsplätzen war SMP der größte Arbeitgeber der Stadt Neustadt. Ferner betreibt die Firma Audi auf einem 280 Hektar großen Areal eine Teststrecke. Benachbart ist das petro-chemische Werk Basell Polyolefine GmbH Münchsmünster.
Seine ländliche Struktur hat der Ort durch Industrieansiedlungen und Wohngebietsausweisungen nahezu verloren.

### Ortsleben
Schwaig ist ein lebendiges Dorf, das eine Vielzahl an Einrichtungen und Vereinen beherbergt. Trotz einiger Veränderungen in den letzten Jahren bleibt die Gemeinde ein Ort des gesellschaftlichen und kulturellen Miteinanders.
Zu den wichtigsten Einrichtungen im Dorf zählen eine Tankstelle, eine Bäckerei sowie ein Hotel und der Gasthof "Zum Grillmeier". Ein bedeutender Einschnitt war die Schließung des traditionsreichen "Großen Wirt" im Jahr 2023, der zuvor ein zentraler Treffpunkt für Einheimische und Gäste war.
Der kulturelle Mittelpunkt des Dorfes ist der Kulturverein Schwaig, der in der Appel-Seitz-Stiftung seine Heimat gefunden hat. Dieser Verein trägt wesentlich zur kulturellen Vielfalt und zum Gemeinschaftsleben in Schwaig bei.
Neben dem kulturellen Engagement gibt es eine starke Gemeinschaft in den verschiedenen Vereinen des Ortes. Die Freiwillige Feuerwehr leistet einen essenziellen Beitrag zum Schutz der Bevölkerung, während der Sportverein zahlreiche Möglichkeiten zur körperlichen Betätigung bietet. Das Angebot reicht von Einradfahren über Stockschießen, Tennis und Fußball bis hin zum Fischen.
Auch das Vereinsleben ist vielfältig: Der Katholische Burschenverein, der jedes Jahr ein Fest "Summerbreak" organisiert, sowie der Billardclub tragen zur Geselligkeit bei und ermöglichen den Bewohnern, ihren Hobbys in einer Gemeinschaft nachzugehen.
Allerdings gibt es auch Veränderungen in der Dorfstruktur. Der Geflügelzuchtverein, der lange Zeit ein fester Bestandteil des Dorflebens war, hat sich im Jahr 2025 aufgelöst. Ebenso erinnert man sich noch an die 1980er Jahre, in denen eine Metzgerei in Schwaig ansässig war.

### Verkehr
Die Staatsstraße St 2233 durchquert den Ort. Zwischen dem Wohnort und dem Industriegebiet führt die Bahnstrecke Regensburg–Ingolstadt hindurch. Der nächste Bahnhof befindet sich in Münchsmünster.